# Xiangjiaba-dammen
Xiangjiaba-dammen (förenklad kinesiska: 向家坝; traditionell kinesiska: 向家壩; pinyin: Xiàngjiābà) är en dammbyggnad vid Jinshafloden, en biflod till Yangtze, i sydvästra Kina. 
Anläggningen har en kapacitet på 7798 MW. Vattenkraftverket är det tredje största i Kina efter De tre ravinernas damm och Xiluodu-dammen. Byggnationen påbörjades 2006 och färdigställdes 2012. Xiangjiaba-dammen är 161 meter hög och 909 meter lång och är belägen vid provinserna Yunnan och Sichuan.